# Wielersport in Suriname
De wielersport kwam in Suriname aan het eind van de 19e eeuw op. In de jaren 1950 en 1960 ontwikkelde de sport zich met de opkomst van wielrenners als Gerard Brunings. In de jaren 1980 was Realdo Jessurun een van de vooraanstaande wielrijders. Sinds de opkomst van Jaïr Tjon En Fa in 2008 kent de Surinaamse wielersport opnieuw een opleving.
Wielrenners worden in Suriname vertegenwoordigd door de Surinaamse Wielren Unie (SWU). Deze is aangesloten bij het Surinaams Olympisch Comité, de Confederación Panamericana de Ciclismo en de Internationale Wielerunie.

## Geschiedenis

### Eerste verenigingen
De wielersport werd aan het eind van de 19e eeuw in Suriname geïntroduceerd. De eerste fiets kwam in 1893 Suriname binnen en rond de drie jaar later werd de Surinaamse Rijwielen Bond opgericht. In de maand van oprichting, op 19 januari 1896, organiseerde de vereniging de eerste wielerwedstrijd over 1800 meter over de rijweg bij Kwatta. De winnaar, de heer J.D. Taytelbaum, ontving een gouden medaille en werd in een optocht met muziek en vaandels naar zijn huis gebracht. Hiermee was hij de eerste wegkampioen van Suriname. De vereniging kende ondanks de vele wielrijders in Suriname weinig leden en bleef uiteindelijk niet lang bestaan.
Een andere organisatie die vanaf 1896 wielerwedstrijden organiseerde, was de Vereniging voor Nationale Feesten te Paramaribo. Op 2 augustus organiseerde ze een bloemencorso waarin zes prijzen werden verdeeld onder zeventien fietsers. Daarnaast organiseerde de vereniging op 31 augustus twee wedstrijden rondom het Gouvernementsplein (nu Onafhankelijkheidsplein). Door het ontbreken van een vereniging die zich specifiek op de wielersport richtte, ontwikkelde de sport zich tot de Eerste Wereldoorlog niet. Het plan in 1915 om een wielrenbaan aan het Molenpad aan te leggen, werd uiteindelijk niet uitgevoerd.
Nadat leden van de korfbalvereniging Vitesse een gezamenlijke fietstocht hadden gehouden, richtten zij eind september 1923 de Eerste Surinaamse Rijwiel Vereniging op. De vereniging organiseerde meermaals fietstochten, onder meer van Paramaribo naar Guyana en terug. Vanaf 1931 werden ook geregeld wielrenwedstrijden georganiseerd. Tijdens de Tweede Wereldoorlog zakte de interesse voor de fietssport in.

### Professionele wielrensport

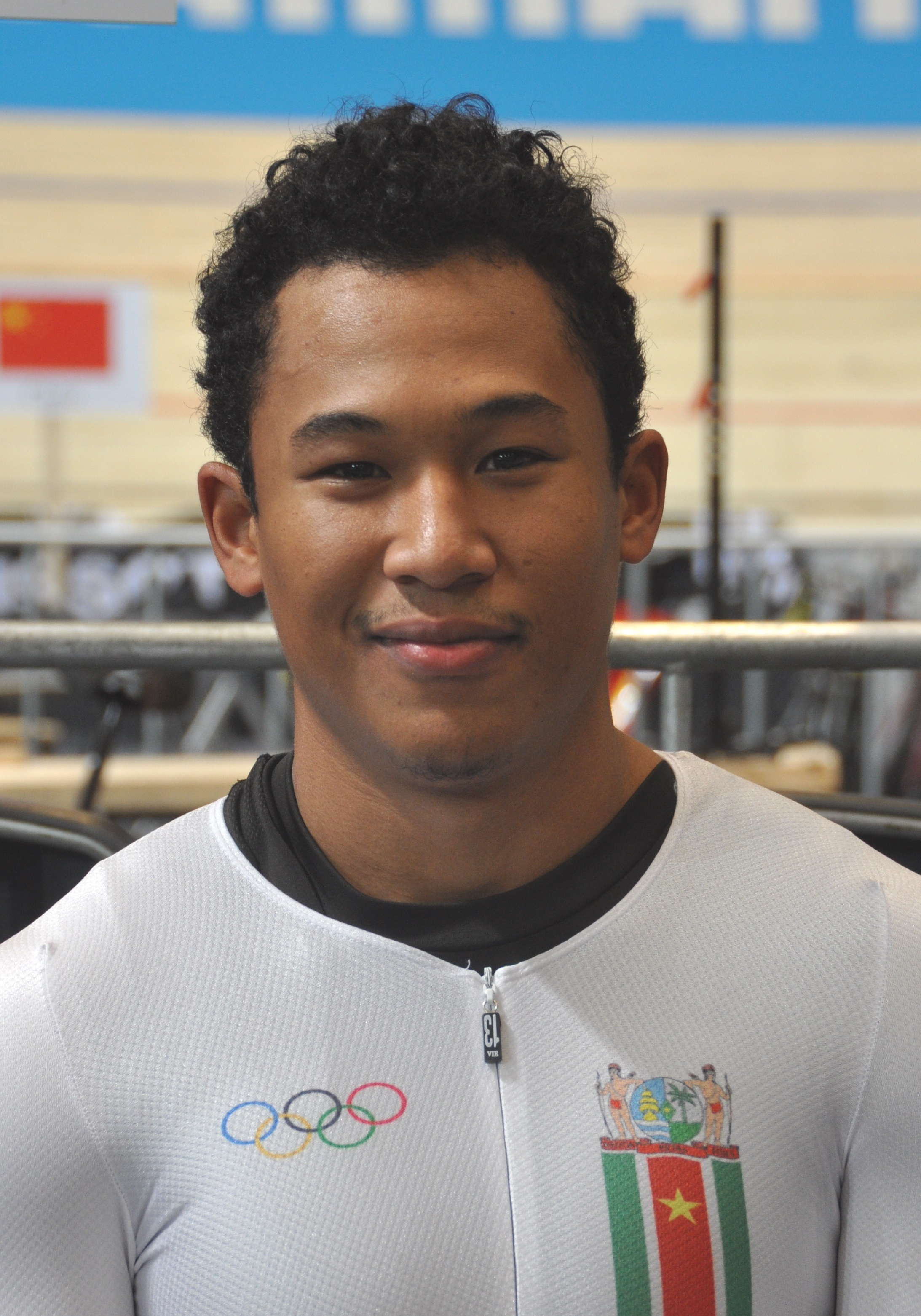
Jaïr Tjon En Fa, 2016

In 1951 reisde Wilfred Kross voor een wedstrijd af naar Guyana. Dit wordt gezien als de eerste internationale wedstrijd voor een Surinamer. Daar verbak hij het record op de 3 mijl in een tijd van 8 minuten en 44.7 seconden. Uiteindelijk werd hij hier bekroond met twee rijwielen en twee medailles. De eerste internationale wielrenwedstrijden werden op 31 augustus en 1 september 1953 georganiseerd tijdens de opening van het Suriname Stadion (nu André Kamperveenstadion). Deelnemers uit andere landen kwamen uit Barbados, Guyana en Trinidad. Ondertussen was op 7 juni 1952 de Surinaamse Wielrenners Bond opgericht, die later van naam veranderde in de Surinaamse Wielren Unie.
Een van de best presterende wielrenners uit de jaren 1960 was Gerard Brunings. In 1965 was hij op 15-jarige leeftijd de winnaar van de Ronde van Paramaribo over veertig kilometer. Het jaar erop prolongeerde hij de titel en won hij nog enkele ritten in het Suriname Stadion. Hij werd uiteindelijk uitgeroepen tot Surinaams sportman van het jaar 1967. Hij slaagde een jaar later niet om geselecteerd te worden voor het Nederlands Olympisch wielrenteam. Twee anderen internationale wielrenners uit die tijd waren Henk Wolfert en Robby Frans d'Arnault. Medio jaren 2010 zat D'Arnault nog steeds op de fiets in wielerwedstrijden voor veteranen. In de jaren 1970 werd in Suriname het eerdere niveau niet meer gehaald en in de jaren 1980 was er een opleving merkbaar, met wielrenners als Realdo Jessurun, Marco Pont en Max Victoriashoop.
In 2008 kwam Jaïr Tjon En Fa naar voren als Surinaams talent. In dat jaar won hij het nationaal kampioenschap voor junioren op de weg en in het jaar erna schreef hij verschillende titels op zijn naam, waaronder door de wedstrijd op de Inter-Guiana Games te winnen. Daarna won hij meerdere wielertitels tijdens de Pan-Amerikaanse Spelen. Tijdens de baankampioenschappen in Bolivia in 2019 zette En Fa met 9,2 seconden op de 200 meter een wereldrecord neer.